# صالح العاروری
صالح العاروری (۱۹ اوت ۱۹۶۶ – ۲ ژانویهٔ ۲۰۲۴) رهبر سیاسی و نظامی و معاون رئیس دفتر سیاسی حماس بود.
او از افراد کلیدی روابط حماس با ایران و حزب‌الله لبنان بود. وی متأهل و دارای دو دختر بود و در لبنان زندگی می‌کرد.

## جوانی و تحصیلات
صالح العاروری در ۱۹۶۶ در روستای عاروره، منطقه رام‌الله زاده شد. او تحصیلات ابتدایی، مقدماتی، و متوسطه را در فلسطین فرا گرفت و دارای مدرک کارشناسی حقوق اسلامی از دانشگاه الخلیل بود.

## حماس
صالح العاروری در جوانی به عضویت اخوان‌المسلمین درآمد. سپس در سال ۱۹۸۷ تنها چند ماه پس از تأسیس حماس، در سن ۲۱ سالگی به این گروه پیوست. او بین سال‌های ۱۹۹۱ و ۱۹۹۲ در تأسیس شاخه نظامی حماس در کرانه باختری (گردان‌های عزالدین قسام)، شاخه نظامی حماس در کرانه باختری نقش داشت.
العاروری در سال ۲۰۰۷ با گذشت بیش از یک دهه از بازداشت آزاد شد. اما اسرائیل بار دیگر او را دستگیر کرد. العاروری یکی از اعضای تیم مذاکره‌کننده برای تکمیل معامله وفاء الاحرار (وفای آزادگان) برای آزادی گیلعاد شلیط بود. این بار در سال ۲۰۱۰ از زندان آزاد شد. او پس از آزادی از فلسطین تبعید شد و به سوریه رفت. اما به دلیل جنگ داخلی سوریه این کشور را به مقصد ترکیه و قطر ترک کرد و پس از چندی در نهایت به ستاد حزب‌الله لبنان در حومه جنوبی بیروت کوچ کرد. العاروری چند روز پس از رسیدن به این منصب برای دیداری به تهران رفت، و اندکی پس از آن در انظار عمومی با سید حسن نصرالله دیدار کرد.
العاروری در سال ۲۰۲۱ به عنوان رهبر حماس در کرانه باختری انتخاب شد. پس از آغاز جنگ اسرائیل و حماس در ۷ اکتبر ۲۰۲۳ العاروری با حسن نصرالله و زیاد نخاله برای دستیابی به پیروزی همه‌جانبه و توقف تعرض اسرائیل به مردم فلسطین در غزه و کرانه باختری جلسه داشت.
صالح العاروری همواره یکی از افراد تحت تعقیب اسرائیل بود؛ زیرا اسرائیل او را معمار حمله به سربازان و شهرک‌نشینان اسرائیلی و همچنین حملات موشکی از غزه و لبنان به خاک اسرائیل می‌دانست. نیروهای اسرائیلی در سال ۲۰۲۳ خانه العاروری در عاروره را در کرانه باختری تخریب کردند و همزمان ۲۰ نفر از جمله برادر و برادرزاده‌های او را دستگیر کردند.
دولت آمریکا او را در فهرست تروریست‌های بین‌المللی آمریکا قرار داده بود.

## ترور و مرگ
صالح العاروری در ۲ ژانویه ۲۰۲۴ در حمله پهپادی اسرائیل به منطقه المشرفه در جنوب بیروت، کشته شد. مقامات اسرائیلی، دست داشتن در این عملیات را رد کردند.